# غرمياسكو
غرمياسكو (بالإيطالية: Gremiasco)‏ هي بلدية في مقاطعة ألساندريا في إقليم بييمونتي في إيطاليا.

## السكان
في سنة 1861 بلغ عدد السكان 893 نسمة، وتطور العدد ليصل في سنة 2011 لـ 344 نسمة.
يظهر هذا المخطط البياني تطور النمو السكاني لـ غرمياسكو